# Agía Marína Grammatikoú
Agía Marína Grammatikoú (Agia Marina Grammatikou) är en ort i Grekland.   Den ligger i prefekturen Nomarchía Anatolikís Attikís och regionen Attika, i den sydöstra delen av landet, 40 km nordost om huvudstaden Aten. Agía Marína Grammatikoú ligger 98 meter över havet och antalet invånare är 217.
Terrängen runt Agía Marína Grammatikoú är kuperad västerut, men österut är den platt. Havet är nära Agía Marína Grammatikoú österut.  Närmaste större samhälle är Néa Mákri, 13,7 km sydväst om Agía Marína Grammatikoú. 